# Stade de Sendai
 (avril 2025).
Le stade de Sendai (en japonais : ユアテックスタジアム仙台) est un stade de football situé à Sendai, dans la préfecture de Miyagi au Japon.

## Histoire
Inauguré en 1997, il est le terrain de jeu du Vegalta Sendai et du Sony Sendai. Propriété de la ville de Sendai, le stade a une capacité de 19 694 places. 
L'enceinte a été fortement endommagée à la suite du séisme de 2011 de la côte Pacifique du Tōhoku.